# Thorgal

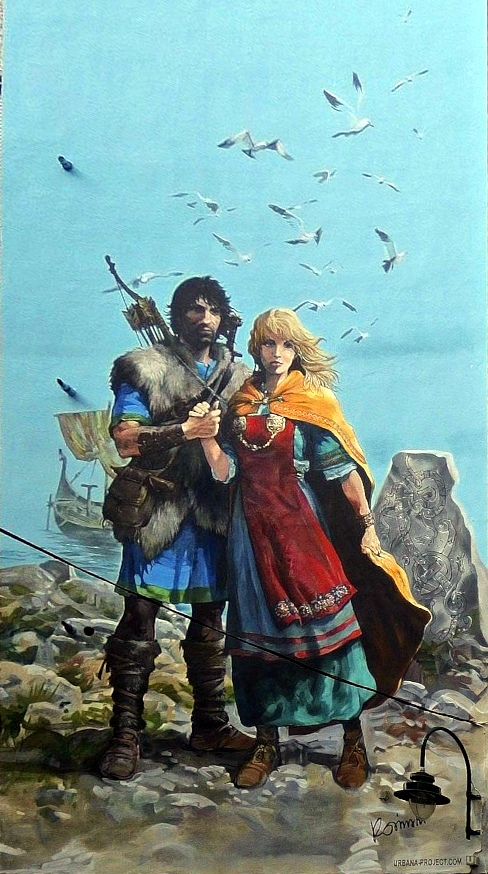
Thorgal. Comicwand in Brüssel, Place Anneessens (Parcours BD)

Thorgal ist eine Fantasy-Comic-Serie, die vom Autor Jean Van Hamme erschaffen wurde und bis Band 36 von Grzegorz Rosiński gezeichnet wurde. Für die Bände 30–34 schrieb Yves Sente die Szenarien, für Band 35 Xavier Dorison, von Band 36 an Yann. Mit Band 37 löste Fred Vignaux Rosinski als Zeichner ab.
Die ersten Bände wurden 1980 im belgischen Comicverlag Le Lombard veröffentlicht. In Deutschland erschienen die Alben ab 1987 als Softcover bei Carlsen Comics und stellen eine der am längsten laufenden Fantasy-Serien im Programm des Verlags dar. 2011 übernahm mit Band 32 der Splitter Verlag die Veröffentlichungen als Hardcover und brachte nach und nach alle vorherigen Bände noch einmal in der französischen Originalreihenfolge auf den Markt.

## Inhalt
Die Hauptfigur Thorgal lebt im zehnten und elften Jahrhundert. Er wächst, nachdem er in einer Raumkapsel gefunden wurde, als Waisenkind bei einem Wikingerstamm auf.
Er ist gezwungen, sich mit machtgierigen Herrschern, bornierten Göttern, Fabelwesen, Naturgewalten und Fanatikern auseinanderzusetzen. Obwohl er oft unglaubliche Heldentaten vollbringen muss, ist er im Grunde seines Herzens ein nachdenklicher Mensch, der in Ruhe mit seiner Familie leben will. Er bedauert, dass sein Lebensweg stets von Verlusten und Leid gekennzeichnet sein muss. Immer wieder wird er gezwungen, sich mit der rauen Welt auseinanderzusetzen, um seine Existenz zu verteidigen. Dabei spielen oft übernatürliche Phänomene eine Rolle, besonders der Wille der Götter.
Die Handlung verläuft weitestgehend linear, nur hin und wieder passiert es, dass ein Geschehnis aus der Vorgeschichte einer der Figuren näher beleuchtet wird. Im Verlauf der Geschichte erfährt Thorgal nach und nach immer mehr über seine Herkunft.

## Hauptfiguren
Thorgal Aegirsson ist der Sohn von Varth und Haynee vom Volk der Sterne. Er wird bei Sturm auf einem „Schiff, das ohne Segel fahren kann“, geboren und in einer Rettungskapsel des Sternenvolkes ausgesetzt. Diese wird von Wikingern gefunden, der Junge nach den Göttern Thor und Aegir benannt und vom Häuptling Leif Haraldson adoptiert. Nach dessen Tod wird Thorgal aus der Gemeinde ausgeschlossen, erhält zunächst keine kriegerische Ausbildung und muss als Skalde leben. Er ist ein hervorragender Bogenschütze, Schwimmer und Kämpfer, obwohl er Gewalt grundsätzlich ablehnt. Er ist ein gutaussehender Mann mit schulterlangen schwarzen Haaren und blaugrünen Augen, weshalb er im Laufe seiner Abenteuer häufig von Frauen umschwärmt wird, trotzdem aber stets nur Aaricia liebt. Von Männern wird er wegen seiner kämpferischen Fähigkeiten teils bewundert, teils beneidet und gehasst. In der Nebenreihe Thorgals Jugend wird suggeriert, Thorgal habe bereits vor Jolan mit Anina einen Sohn (Skald) gezeugt, von dem er allerdings nichts weiß.
Aaricia ist Thorgals Frau und die Mutter seiner Kinder. Sie ist die Tochter Gandalfs des Verrückten und damit eine Wikingerprinzessin. Ihr Vater und auch ihr Bruder Björn sind große Feinde von Thorgal, da er keine Partie ist, die der Familie einen Vorteil bringt. Aaricia ist eine sehr schöne blonde Frau mit blauen Augen. Auch wenn sie Gewalt ablehnt, ist sie durchaus in der Lage, sich kämpfend zu verteidigen.
Jolan ist der Sohn und Erstgeborene von Thorgal und Aaricia. Mit seinen mittellangen blonden Haaren und blauen Augen ähnelt er optisch seiner Mutter. Im Gegensatz zu seinem Vater hat er etwas von der Macht des Volks der Sterne geerbt: Er ist in der Lage Materie zu verändern, zu zerstören oder ganz verschwinden zu lassen. Seine Macht äußert sich in seiner Kindheit darin, dass seine Träume in Erfüllung gehen. Auch ohne seine gedanklichen Kräfte ist Jolan ein guter Kämpfer. Als er sich in Band 29 für die Genesung seines Vaters opfert, muss er seine Familie verlassen.
Lupine (im französischen Original Louve) ist Thorgals und Aaricias Tochter. Wie ihr Vater hat sie schwarze Haare und blaugrüne Augen. Auch sie hat Kräfte vom Volk der Sterne geerbt; sie kann mit Tieren sprechen, womit sie häufig ihre Familie rettet, indem sie ihre tierischen Freunde um Schutz bittet. Ein besonderes Verhältnis hat sie zu Wölfen: Sie wurde in einer Wolfshöhle geboren, weil Aaricia kurz vor ihrer Niederkunft verfolgt wurde und sich dort versteckte. Weil neben ihr eine ebenfalls schwangere Wölfin lag und sie als Eindringling zuließ, nannte Aaricia die Tochter „Lupine“ (nach dem lateinischen Wort für Wolf, „lupus“).
Kriss de Valnor tritt zum ersten Mal in Band 9 auf. Sie ist eine attraktive junge Frau, die alles für Reichtum tut, wobei sie häufig Brutalität und rohe Gewalt anwendet. Auch wenn Thorgal sie aufgrund der letzten Eigenschaft verachtet, verliebt sie sich in ihn und nutzt einen Gedächtnisverlust Thorgals aus, um sich als seine Frau auszugeben, um mit ihm Eroberungen durchzuführen und einen gewaltigen Schatz anzuhäufen. Dabei wird sie die Mutter des Jungen Aniel. Trotz aller Demütigungen, die sie von ihr erfahren musste, nimmt Aaricia nach Kriss’ Tod den Jungen zu sich. In der ihr gewidmeten Serie Die Welten von Thorgal – Kriss de Valnor erfährt man, weshalb sie zu der brutalen Kriegerin geworden ist und was nach ihrem Tod geschieht.

## Wichtige Nebenfiguren
Die Wächterin der Schlüssel ist eine durch einen Gürtel unsterbliche, unverletzliche und mit magischen Kräften ausgestattete junge Frau, die den Göttern untersteht und ihnen dient, indem sie darauf achtet, dass niemand unerlaubt zwischen den Welten wie Asgard, Midgard und anderen Zwischenreichen wechselt. Sie hat bodenlange schwarze Haare und ist bis auf einen goldenen, mit einem roten Edelstein verzierten Gürtel unbekleidet. Sie hat eine Schwäche für gutaussehende Männer, unter anderem für Thorgal. Aus diesem und anderen Gründen wird sie von den Göttern ihres Amtes enthoben und wird zu einem ganz normalen Mensch, wie sich in Band 6 der Reihe Die Welten von Thorgal – Lupine herausstellt. Ihre Nachfolgerin hat bodenlange rote Haare und achtet strenger auf die Gesetze.
Vigrid ist ein kleiner und relativ unbedeutender Gott. Um es zu etwas zu bringen, verlässt er Asgard, um Abenteuer zu bestehen. Als er dabei von einem Riesen gefangen und geblendet wird, irrt er durch Midgard, bis er auf Aaricia trifft. Durch ein Paar magische Perlen, die diese bei der Geburt in der Hand hielt, kann sie seine Augen heilen und verspricht, ihn nie als kleinen Gott zu betrachten. Vigrid verliebt sich in sie und steht ihr fortan hin und wieder zur Seite. Da er dabei auch in Thorgal einen Konkurrenten sieht, setzt er sich nicht immer zu dessen Vorteil ein, was so weit geht, dass er sich, ebenso wie die Wächterin der Schlüssel, dem Wunsch Friggs widersetzt. Zur Strafe wird er zunächst in einen Schwarzelfen verwandelt und muss später als Midgardschlange Nidhöggr dienen.
Gandalf der Verrückte und Björn sind Aaricias Vater und Bruder. Obwohl sie ständig in Thorgals Schuld stehen, da dieser ihnen Krone, Leben und Aaricia rettet, hassen sie ihn zutiefst, da er anders ist und sie annehmen, dass er als Adoptivsohn eines Wikingerhauptmanns ihnen den Titel streitig machen möchte. Meist sind es Personen, die noch eine Rechnung mit Gandalf offen haben, die ein Abenteuer auslösen. Der Hass auf Thorgal geht so weit, dass Gandalf ihn am Felsen der Verdammten ankettet, um ihn in der aufkommenden Flut ertrinken zu lassen. Er wird von der Zauberin Slive gerettet, womit in der Originalreihenfolge die Handlung einsetzt.
Hierulf ist der „Denker“ im Dorf aus Thorgals Kindheit. Neben Thorgal ist er die Person, mit der Gandalf und Björn am häufigsten Streit haben, da Hierulf als weiser Mann bei den Bewohnern sehr hohe Anerkennung genießt. Zudem ist er ein heimlicher Beschützer der Waise Thorgal. Als er sich schließlich weigert, Gandalfs illegale Machenschaften zu tolerieren und gar zu vertuschen und unterstützen, zieht er den Tod vor – und landet am Felsen der Verdammten. Zwar gelingt es ihm durch eine List zu überleben, doch bleibt Thorgal verlassen und enttäuscht zurück, dass er seinen einzigen Gleichgesinnten verloren hat.

## Bände
Hinweis: Der Band 7 erschien in Deutschland bei Carlsen in Abweichung zur französischsprachigen Originalveröffentlichung als Band 1. Da er chronologisch tatsächlich vor den anderen Bänden spielt, wird er hier in der deutschen Veröffentlichungsreihenfolge wiedergegeben:
| Nr. – Deutscher Titel (Erscheinungsjahr Carlsen/Splitter) | Nr. – Originaltitel (Erscheinungsjahr)                                               |
| --------------------------------------------------------- | ------------------------------------------------------------------------------------ |
| 01 – Der Sohn der Sterne (1987/2011)                      | 07 – L’enfant des étoiles (1984)                                                     |
| 02 – Die Rache der Zauberin (1987/2011)                   | 01 – La magicienne trahie (1980)                                                     |
| 03 – Die Insel des ewigen Frosts (1988/2011)              | 02 – L’ile des mers gelées (1980)                                                    |
| 04 – Die Greise von Aran (1988/2012)                      | 03 – Les trois vieillards du pays d’Aran (1981)                                      |
| 05 – Galeere des Todes (1988/2012)                        | 04 – La galère noire (1982)                                                          |
| 06 – Jenseits der Schatten (1988/2012)                    | 05 – Au-delà des ombres (1983)                                                       |
| 07 – Der Fall von Brek Zarith (1989/2012)                 | 06 – La chute de Brek Zarith (1984)                                                  |
| 08 – Die Macht der Träume (1989/2012)                     | 08 – Alinoe (1985)                                                                   |
| 09 – Das Volk der Pfeile (1990/2012)                      | 09 – Les archers (1985)                                                              |
| 10 – Das Land Qâ (1990/2012)                              | 10 – Le pays Qâ (1986)                                                               |
| 11 – Die Augen des Tanatloc (1991/2012)                   | 11 – Les yeux de Tanatloc (1986)                                                     |
| 12 – Die verbotene Stadt (1992/2012)                      | 12 – La cité du dieu perdu (1987)                                                    |
| 13 – Tödliche Sonne (1992/2013)                           | 13 – Entre terre et lumière (1988)                                                   |
| 14 – Aaricia (1993/2013)                                  | 14 – Aaricia (1989)                                                                  |
| 15 – Der Ring des Phaios (1993/2013)                      | 15 – Le mâitre des montagnes (1989)                                                  |
| 16 – Lupine (1994/2013)                                   | 16 – Louve (1990)                                                                    |
| 17 – Die Wächterin der Schlüssel (1994/2013)              | 17 – La gardienne des clés (1991)                                                    |
| 18 – Das Sonnenschwert (1994/2013)                        | 18 – L’épée-soleil (1992)                                                            |
| 19 – Die unsichtbare Festung (1995/2014)                  | 19 – La forteresse invisible (1993)                                                  |
| 20 – Die Verbannten (1996/2014)                           | 20 – La marque des bannis (1995)                                                     |
| 21 – Die Krone des Ogotai (1996/2014)                     | 21 – La couronne d’Ogotai (1995)                                                     |
| 22 – Im Land der Riesen (1997/2014)                       | 22 – Geants (1996)                                                                   |
| 23 – Der Käfig (1998/2015)                                | 23 – La cage (1997)                                                                  |
| 24 – Arachnea (1999/2015)                                 | 24 – Arachnéa (1999)                                                                 |
| 25 – Der blaue Tod (2000/2015)                            | 25 – Le mal bleu (1999)                                                              |
| 26 – Das Reich unter der Wüste (2001/2015)                | 26 – Le royaume sous le sable (2001)                                                 |
| 27 – Der Barbar (2003/2015)                               | 27 – Le barbare (2002)                                                               |
| 28 – Alte Feindin (2005)/Kriss de Valnor (2015)           | 28 – Kriss de Valnor (2004)                                                          |
| 29 – Das Opfer (2007/2015)                                | 29 – Le Sacrifice (November 2006)                                                    |
| 30 – Ich, Jolan (2008/2016)                               | 30 – Moi, Jolan (Oktober 2007; erstes Album mit Szenario von Yves Sente)             |
| 31 – Der Schild des Thor (April 2010/Februar 2016)        | 31 – Le Bouclier de Thor (November 2008)                                             |
| 32 – Die Schlacht von Asgard (Mai 2011)                   | 32 – La bataille d’Asgard (November 2010)                                            |
| 33 – Schwertboot (März 2012)                              | 33 – Le bateau-sabre (November 2011)                                                 |
| 34 – Kah-Aniel (April 2014)                               | 34 – Kah-Aniel (November 2013)                                                       |
| 35 – Scharlachrot (September 2017)                        | 35 – Le feu écarlate (November 2016; erstes Album mit Szenario von Xavier Dorison)   |
| 36 – Aniel (Juli 2019)                                    | 36 – Aniel (November 2018; erstes Album mit Szenario von Yann)                       |
| 37 – Der Eremit von Skellingar (April 2020)               | 37 – L’Ermite de Skellingar (November 2019; erstes mit Zeichnungen von Fred Vignaux) |
| 38 – Die Selkie (Mai 2021)                                | 38 – La Selkie (November 2020)                                                       |
| 39 – Neokora (Oktober 2022)                               | 39 – Neokóra (November 2021)                                                         |
| 40 – Tupilak (März 2023)                                  | 40 – Tupilaks (November 2022)                                                        |
| 41 – Tausend Augen (April 2024)                           | 41 – Mille yeux (November 2023)                                                      |
| 42 – Özurr, der Waräger (Mai 2025)                        | 42 – Ozurr le Varègue (November 2024)                                                |

Außerdem erschien auf Deutsch zwischen 1994 und 1996 eine limitierte Hardcover-Ausgabe der Bände 1 bis 9 im holländischen Pegasus Verlag.

## Spin offs
2011 startete als „Ableger“ der Serie die Albenreihe Die Welten von Thorgal, die Abenteuer von Familienmitgliedern und Weggefährten Thorgals zum Inhalt hat. Den Auftakt machte ein Mehrteiler über Kriss de Valnor, eine Kriegerin, die ihren ersten Auftritt im neunten Album, Das Volk der Pfeile, hatte und seither zum Teil als Gegenspielerin und zum Teil als Verbündete Thorgals fungierte. Die Geschichte spielt nach dem Tod der Figur (in Album 28: Alte Feindin bei Carlsen, bei Splitter Kriss de Valnor), nachdem die Götter aufgrund ihrer Taten nicht entscheiden konnten, welcher Teil des Jenseits ihr zusteht und ob sie ins Kriegerparadies Walhall einziehen darf. Die Abenteuer von Kriss de Valnor wurden bis Band 5 von Giulio de Vita gezeichnet, die Texte stammten von Yves Sente. Band 6 wurde von Roman Surzhenko gezeichnet und von Mathieu Mariolle und Xavier Dorison geschrieben, von Band 7 an übernahm Fred Vignaux die Zeichnungen, seit Band 8 ist Mariolle allein für das Szenario verantwortlich.
Die Welten von Thorgal – Kriss de Valnor
1. Ich vergesse nichts!, Mai 2011
2. Das Urteil der Walküren, Juli 2012
3. Einer Königin würdig, April 2013
4. Bündnisse, Februar 2014
5. Rot wie der Raheborg, Mai 2015
6. Die Insel der verlorenen Kinder, Juni 2016
7. Der Berg der Zeit, April 2018
8. Der Herr der Gerechtigkeit, September 2019

2012 startete ein Mehrteiler über Thorgals Tochter Lupine, geschrieben von Yann, gezeichnet von Roman Surzhenko. Die Lupine-Handlung verläuft parallel zur Hauptserie und spielt zur gleichen Zeit wie die Thorgal-Bände ab Album 31.
Die Welten von Thorgal – Lupine
1. Raïssa, Mai 2012
2. Die abgeschnittene Hand des Gottes Tyr, Februar 2013
3. Das Reich des Chaos, September 2013
4. Crow, September 2014
5. Skald, September 2015
6. Die Königin der Schwarzelfen, Juli 2017
7. Nidhöggr, Januar 2018

Thorgals Jugend startete im Juli 2013. Die Geschichte beginnt in der Zeit, als der Junge Thorgal zwangsweise als Skalde lebte und nicht an der kriegerischen Ausbildung der anderen Wikinger-Söhne teilnehmen durfte. Wie die Lupine-Serie wird Thorgals Jugend geschrieben von Yann und gezeichnet von Roman Surzhenko.
Die Welten von Thorgal – Thorgals Jugend
1. Die drei Schwestern, Juli 2013
2. Das Auge Odins, Juli 2014
3. Runa, März 2016
4. Berserker, Januar 2017
5. Slive, Juli 2018
6. Der Drakkar aus dem Eis, März 2019
7. Blauzahn, Dezember 2019
8. Die zwei Bastarde, November 2020
9. Die Tränen der Hel, November 2021
10. Sydönia, April 2023
11. Grym, März 2024

Im 36. Band der Hauptserie, Aniel, werden die Handlungsstränge aus Kriss de Valnor (anschließend an Der Herr der Gerechtigkeit) und Lupine (Nidhöggr) mit dem Hauptstrang zusammengeführt.
2023 startete die großformatige Albenreihe Thorgal Saga, in der unterschiedliche Künstler und Texter einzelne Abenteuer Thorgals veröffentlichen.
Thorgal Saga
1. Adieu, Aaricia, Dezember 2023
2. Wendigo, September 2024
3. Shaigan, Juli 2025

## Spiele

### Computerspiel
Im Jahr 2003 brachte der kanadische Publisher The Adventure Company ein von Cryo Interactive Entertainment entwickeltes Adventure-Computerspiel mit dem Titel Curse of Atlantis: Thorgal's Quest (im deutschen Sprachraum Thorgal – Der Fluch des Odin) auf den Markt.

### Brettspiel
Im Oktober 2024 erschien beim Pegasus Verlag ein Brettspiel für Spieler ab 14 Jahren.

## Briefmarken
Am 26. Januar 2015 erschien bei der belgischen Post eine Briefmarke mit einem Porträt von Thorgal. Die Marke war in einem Kleinbogen von 5 Stück erhältlich.
Die polnische Post brachte am 31. Dezember 2022 einen Briefmarkenblock zu 8 Złoty heraus. Auf der Marke ist Thorgal zusammen mit Aaricia abgebildet.